# Hallubi Saghir
Hallubi Saghir (arab. حلوبي صغير) – wieś w Syrii, w muhafazie Aleppo, w dystrykcie Afrin. W 2004 roku liczyła 310 mieszkańców.